# PlaneShift
PlaneShift is een online computerspel in ontwikkeling. Het creëert een virtuele wereld waar spelers kunnen beginnen als een simpele burger, op zoek naar roem, en zo een held kunnen worden. Planeshift is een rollenspel, dus geen hack 'n slash-achtige game zoals World of Warcraft. Planeshift richt haar aandacht op het recreëren van een realistische wereld met politiek, economie, npc's en leven.

## Ontwikkeling
PlaneShift is onder ontwikkeling. Deze lijst geeft sommige van de features van het uiteindelijke product weer.
- 3D graphics en geluid
- Ondersteuning voor bijna alle platformen: Windows, Linux, Apple Macintosh.
- Ondersteuning voor OpenGL, Direct3D
- Makkelijke interactie met andere spelers door berichten en chatten
- Drag-n-drop objecten tussen de wereld en je inventory
- Een complexe karaktergenerator met ouders, banen, levensgebeurtenissen, etc.

De 3D engine van het spel is de gratis opensource engine Crystal Space.
Het grootste deel van PlaneShift speelt zich af op een stalagtiet, genaamd Yliakum, in een grot. Het is onderverdeeld in 8 niveaus waarvan de onderste twee zijn overstroomd. Op Yliakum is leven mogelijk dankzij een enorm kristal, de azuren zon genaamd, dat licht van het oppervlak van de planeet ontvangt.